# IHF Super Globe 2024
L'IHF Super Globe 2024 è stata la dicciasettesima edizione del Mondiale per Club di pallamano. Il torneo si è 
disputato in Egitto, per la prima volta nella Nuova Capitale Amministrativa.
La competizione è stata vinta per la prima volta nella sua storia dal Veszprém, che in finale ha sconfitto i campioni uscenti del Magdeburgo.

## Squadre partecipanti
Alla competizione prendono parte i campioni continentali provenienti dall'AHF (Asia), dalla CAHB (Africa), dalla EHF (Europa), dall'OHF (Oceania), dalla NACHC (Nord e Caraibi) e dalla SCAHC (Centro e Sud America).
| Squadra           | Qualificata come                |
| ----------------- | ------------------------------- |
| Magdeburgo        | Detentore                       |
| Zamalek           | Vice campione CL Africana       |
| Al-Khaleej        | Vincitore CL Asiatica           |
| Sydney Uni        | Vincitori CL dell'Oceania       |
| Taubaté           | Vincitore CL Centrosudamericana |
| California Eagles | Vincitore CL Nordamericana      |
| Barcellona        | Vincitore EHF Champions League  |
| Al Ahly           | Ospitante                       |
| Veszprém          | Wildcard                        |

## Fase a gironi

### Girone A

#### Classifica
| Pos | Squadra  | G | V | N | P | GF | GS | DG  | Pt | Qualificazione  |
| --- | -------- | - | - | - | - | -- | -- | --- | -- | --------------- |
| 1   | Veszprém | 2 | 2 | 0 | 0 | 77 | 44 | +33 | 4  | Semifinali      |
| 2   | Zamalek  | 2 | 1 | 0 | 1 | 57 | 59 | −2  | 2  | Placement round |
| 3   | Taubaté  | 2 | 0 | 0 | 2 | 42 | 73 | −31 | 0  | Placement round |

#### Risultati
| Arbitri: | A. Konjičanin D. Konjičanin |

|                  |           |        |
| Gustavo, Perin 6 | Marcatori | Omar 5 |

| Arbitri: | K. Gasmi R. Gasmi |

|           |           |                    |
| Descat 10 | Marcatori | Andrade, Eduardo 4 |

| Arbitri: | Hansen Madsen |

|                  |           |                     |
| El Ahmar, Saad 4 | Marcatori | Grahovac, Sandell 5 |

### Girone B

#### Classifica
| Pos | Squadra    | G | V | N | P | GF | GS  | DG  | Pt | Qualificazione  |
| --- | ---------- | - | - | - | - | -- | --- | --- | -- | --------------- |
| 1   | Barcellona | 2 | 2 | 0 | 0 | 84 | 46  | +38 | 4  | Semifinali      |
| 2   | Al Ahly    | 2 | 1 | 0 | 1 | 72 | 46  | +26 | 2  | Semifinali      |
| 3   | Sydney Uni | 2 | 0 | 0 | 2 | 38 | 102 | −64 | 0  | Placement round |

#### Risultati
| Arbitri: | Lemes Sosa |

|                 |           |           |
| tre giocatori 3 | Marcatori | Dahroug 9 |

| Arbitri: | Kha. Ismoilov Khu. Ismoilov |

|          |           |                 |
| Ortega 9 | Marcatori | Messerschmidt 7 |

| Arbitri: | Pavićević Ražnatović |

|        |           |         |
| Adel 6 | Marcatori | Gómez 6 |

### Girone C

#### Classifica
| Pos | Squadra           | G | V | N | P | GF | GS  | DG  | Pt | Qualificazione  |
| --- | ----------------- | - | - | - | - | -- | --- | --- | -- | --------------- |
| 1   | Magdeburgo        | 2 | 2 | 0 | 0 | 92 | 49  | +43 | 4  | Semifinali      |
| 2   | Al-Khaleej        | 2 | 1 | 0 | 1 | 76 | 60  | +16 | 2  | Placement round |
| 3   | California Eagles | 2 | 0 | 0 | 2 | 46 | 105 | −59 | 0  | Placement round |

#### Risultati
| Arbitri: | Kha. Ismoilov Khu. Ismoilov |

|        |           |             |
| Damm 6 | Marcatori | Al Salem 11 |

| Arbitri: | H. El Saied Y. El Saied |

|            |           |          |
| Mertens 16 | Marcatori | Vagset 7 |

| Arbitri: | Nachevski Nikolov |

|                 |           |           |
| A. Al Ibrahim 7 | Marcatori | Persson 9 |

## Placement Round

### Classifica
| Pos | Squadra           | G | V | N | P | GF | GS | DG  | Pt |
| --- | ----------------- | - | - | - | - | -- | -- | --- | -- |
| 1   | Zamalek           | 2 | 2 | 0 | 0 | 71 | 47 | +24 | 4  |
| 2   | Al-Khaleej        | 2 | 2 | 0 | 0 | 76 | 54 | +22 | 4  |
| 3   | Sydney Uni        | 2 | 1 | 0 | 1 | 62 | 77 | −15 | 2  |
| 4   | Taubaté           | 2 | 0 | 0 | 2 | 51 | 59 | −8  | 0  |
| 5   | California Eagles | 2 | 0 | 0 | 2 | 53 | 76 | −23 | 0  |

### Risultati
| Arbitri: | A. Konjičanin D. Konjičanin |

|                 |           |       |
| Moj. Al Salem 7 | Marcatori | Perin |

| Arbitri: | Lemes Sosa |

|          |           |        |
| Vagset 6 | Marcatori | Saad 6 |

| Arbitri: | H. El Saied Y. El Saied |

|                 |           |        |
| tre giocatori 6 | Marcatori | Raff 7 |

| Arbitri: | Kha. Ismoilov Khu. Ismoilov |

|                             |           |           |
| Moj. Al Salem, Al Sayyad 11 | Marcatori | Delpire 8 |

| Arbitri: | Pavićević Ražnatović |

|         |           |         |
| Perin 7 | Marcatori | Sadek 6 |

## Fase ad eliminazione diretta

### Tabellone
|  | Semifinali | Semifinali | Semifinali  |          |             | Finale          | Finale          | Finale          |  |
|  |            |            |             |          |             |                 |                 |                 |  |
|  | Magdeburgo | Magdeburgo | 28          |          |             |                 |                 |                 |  |
|  | Magdeburgo | Magdeburgo | 28          |          |             |                 |                 |                 |  |
|  | Al Ahly    | Al Ahly    | 24          |          |             |                 |                 |                 |  |
|  | Al Ahly    | Al Ahly    | 24          |          | Magdeburgo  | Magdeburgo      | 33              |                 |  |
|  |            |            |             |          | Magdeburgo  | Magdeburgo      | 33              |                 |  |
|  |            |            | Veszprém    | Veszprém | 34 (d.t.s.) |                 |                 |                 |  |
|  | Barcellona | Barcellona | Veszprém    | Veszprém | 34 (d.t.s.) | 34              |                 |                 |  |
|  | Barcellona | Barcellona |             |          |             | 34              |                 |                 |  |
|  | Veszprém   | Veszprém   | 39 (d.t.s.) |          |             | Finale 3º posto | Finale 3º posto | Finale 3º posto |  |
|  | Veszprém   | Veszprém   | 39 (d.t.s.) |          |             |                 |                 |                 |  |
|  |            |            |             |          |             |                 |                 |                 |  |
|  |            |            |             |          |             | Al Ahly         | Al Ahly         | 32              |  |
|  |            |            |             |          |             | Al Ahly         | Al Ahly         | 32              |  |
|  |            |            |             |          |             | Barcellona      | Barcellona      | 29              |  |

#### Semifinali
| Arbitri: | Nachevski Nikolov |

|          |           |          |
| Gómez 10 | Marcatori | Descat 9 |

| Arbitri: | K. Gasmi R. Gasmi |

|           |           |          |
| Zehnder 9 | Marcatori | Hassan 6 |

#### Finale 3º posto
| Arbitri: | A. Konjičanin D. Konjičanin |

|           |           |        |
| Ramadan 7 | Marcatori | Janc 6 |

#### Finale
| Arbitri: | Hansen Madsen |

|             |           |            |
| Magnússon 7 | Marcatori | Fabregas 9 |